# Ван-де-ла-пуссе
Ван де ла пуссе (франц. poussée vélique) — весняний «білий» південно-східний вітер у Франції, сприятливий для розвитку листя дерев. Супроводжується гарною погодою.